# IC 3317
IC 3317 ist eine Spiralgalaxie vom Hubble-Typ Sd? im Sternbild Haar der Berenike am Nordsternhimmel, welche 885 Millionen Lichtjahre von der Milchstraße entfernt ist.
Das Objekt wurde am 23. März 1903 von dem deutschen Astronomen Max Wolf entdeckt.